# Luis Roux Cabral
Luis Roux Cabral (Montevideo, 17 de novembre de 1913 - 1973) fou un jugador d'escacs uruguaià.
En el Campionat de l'Uruguai de 1943, Roux Cabral derrotà a Molinari amb un brillant sacrifici que donà lloc a la partida coneguda com a la «Immortal uruguaiana». Fou campió de Campionat d'escacs de l'Uruguai en dues ocasions, els anys 1948 i 1971.
Cabral participà, representant Uruguai, en tres Olimpíades d'escacs en els anys 1939, 1964 i 1966, amb un resultat de (+15 =13 –14), per un 51,2% de la puntuació. El seu millor resultat el va fer a les Olimpíada del 1939 en puntuar 7 de 12 (+5 =4 -2), amb el 58,3% de la puntuació.